# Meseberg (Osterburg)
Meseberg ist Ortschaft und Ortsteil der kreisangehörigen Hansestadt Osterburg (Altmark) im Landkreis Stendal in Sachsen-Anhalt.

## Geographie

### Lage
Meseberg, ein Haufendorf mit Kirche, liegt 4 Kilometer nordöstlich Osterburg (Altmark) und 22 Kilometer nördlich von Stendal am Westrand des Landschaftsschutzgebietes Altmärkische Wische, einem tischebenen Gebiet zwischen den Flüssen Elbe und Biese in der Altmark.
Durch die Gemarkung Meseberg fließt die Cositte, ein kleiner Nebenfluss der Biese.
Nachbarorte sind Kattwinkel im Nordwesten, Mühle, Lindenhof und Wenddorf im Norden, Königsmark und Maierbusch im Südosten, Ottos Hof 2 im Süden und Ottos Hof 2 im Südwesten.

### Ortschaftsgliederung
Zur Ortschaft Meseberg gehört der Ortsteil Meseberg mit dem Dorf Meseberg und den Wohnplätzen (Hofstätten) Berken, Kattwinkel, Lindenhof, Maierbusch, Mühle, Ottos Hof 1, Ottos Hof 2 und Wenddorf.

### Geologie
Die ehemalige Sandgrube Meseberg bei Wenddorf auf dem Mühlenberg, früher Meseberg genannt, ist ein Geotop. Seit Eindeichung der Elbe vor 600 Jahren hat sich die Geländeoberfläche bei Meseberg um 13 Meter gehoben. Ursache ist ein unterhalb von Meseberg und Wenddorf liegender wachsender Salzstock aus dem Zechstein. Er erstreckt sich nach Nordwesten bis kurz vor Kattwinkel. Das sonst einige hundert Meter tief liegende Zechsteinsalz ist hier propfenförmig aufgestiegen und hat einen Salzstock gebildet und den Mühlenberg dadurch aus dem Untergrund emporgetrieben. In seinen oberen Bereichen ist er ausgelaugt. Die Rückstände bilden einen Gipshut.

## Geschichte

### Mittelalter bis Neuzeit
Im Jahre 1334 wird ein Henningo Mesebergh in Hindenburg als Zeuge in einer Urkunde aufgeführt.
Das Dorf wird im Jahre 1344 als ville meyseberghe erwähnt als Markgraf Ludwig denen von Gartow Geldhebungen im Dorf als Lehen vergab.
Weitere Nennungen sind 1541 Meseberg, 1687 Meseberge und 1804 Dorf und Gut Meseberg mit zwei Krügen und einer Windmühle.
Der Ort war Stammsitz der Familie von Meseberg.
Im Jahre 2019 wurde die 675-Jahr-Feier des Dorfes an der Mühle begangen.

### Windmühle
1586 wurde auf dem Mühlenberg in Meseberg eine Windmühle durch Wolf Asche von Kloster erbaut, eine Bockwindmühle mit sechs Flügeln, die 1832 in einem schweren Sturm zerstört wurde. Eine im Jahr 1812 erbaute Mühle in Calberwisch wurde 1850 von Johann Christian Dassler nach Meseberg umgesetzt und auch betrieben. Sein Sohn Carl Dassler wanderte mit Frau und Sohn 1876 nach Neuseeland aus. Der letzte Müller war bis in die fünfziger Jahre des 20. Jahrhunderts tätig. Der Windmühlen- und Heimatverein Meseberg e. V. baute 2007 die Mühle ab, da sie zu einer Gefahr für die Anwohner geworden war. Sie wurde 150 Meter nordwestlich von ihrem historischen Standort, auf dem Mühlenberg im Wohnplatz Mühle durch den Mühlenvervein mit öffentlicher und privater Förderung wiederhergestellt und 2012 eingeweiht. Unter den Förderern waren Nachfahren der Dasslers aus Neuseeland.

### Eingemeindungen
Bis 1807 gehörte das Dorf zum Seehausenschen Kreis der Mark Brandenburg in der Altmark. Danach lag es bis 1810 im Stadtkanton Osterburg auf dem Territorium des napoleonischen Königreichs Westphalen. Ab 1816 gehörte die Gemeinde zum Kreis Osterburg, dem späteren Landkreis Osterburg.
Am 25. Juli 1952 wurde die Gemeinde Meseberg in den Kreis Osterburg umgegliedert. Im Jahre 1986 gehörten zur Gemeinde Meseberg drei Ortsteile: Lindenhof, Maierbusch und Ottos Hof 2. Später werden sie nicht wieder als Ortsteile aufgeführt.
Durch einen Gebietsänderungsvertrag haben die Gemeinderäte der Gemeinden Ballerstedt, Düsedau, Erxleben, Flessau, Gladigau, Königsmark, Krevese, Meseberg, Rossau, Walsleben und der Hansestadt Osterburg (Altmark) beschlossen, dass ihre Gemeinden aufgelöst und zu einer neuen Einheitsgemeinde mit dem Namen Hansestadt Osterburg (Altmark) vereinigt werden. Dieser Vertrag wurde vom Landkreis als unterer Kommunalaufsichtsbehörde genehmigt und trat am 1. Juli 2009 in Kraft.
Nach Umsetzung des Gebietsänderungsvertrags der bis dahin selbstständigen Gemeinde Meseberg wurde Meseberg Ortsteil der neuen Hansestadt Osterburg (Altmark). Für die eingeflossene Gemeinde wurde die Ortschaftsverfassung nach den §§ 86 ff. der Gemeindeordnung Sachsen-Anhalt eingeführt und ein Ortschaftsrat mit vier Mitgliedern einschließlich Ortsbürgermeister gebildet.

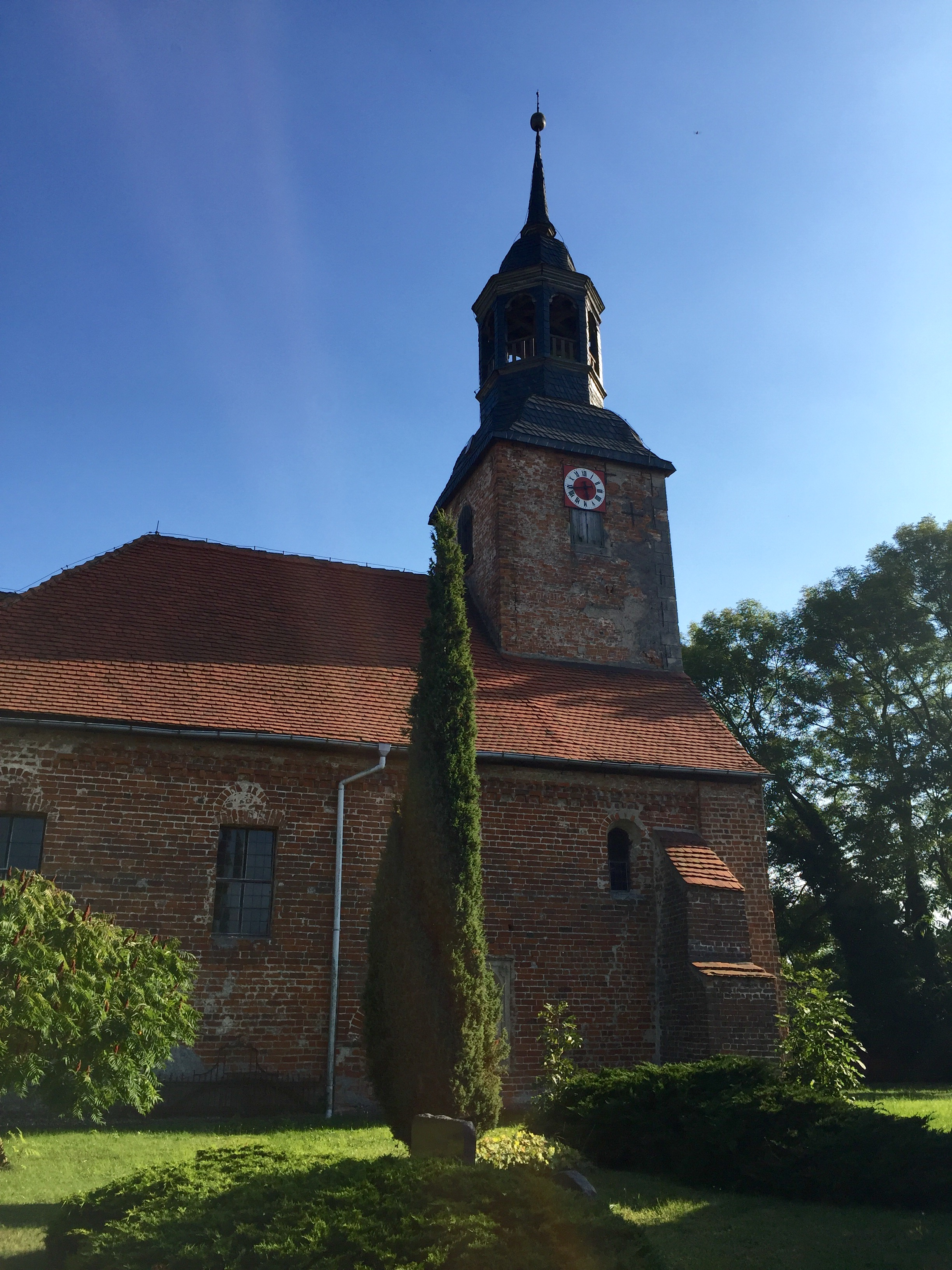
Kirche Meseberg 2016

### Einwohnerentwicklung
| Jahr     | 1734 | 1775 | 1789 | 1798 | 1801 | 1818 | 1840 | 1864 | 1871 |
| Meseberg | 297  | 270  | 221  | 288  | 300  | 242  | 462  | 520  | 581  |

| Jahr                        | 1885 | 1892 | 1895 | 1900 | 1905 |
| Meseberg                    | 385  | 522  | 342  | 496  | 319  |
| Behrendswisch (Ottos Hof 2) | 03   |      | 04   |      | 0    |
| Berken                      | 014  |      | 010  |      | 09   |
| Blankensee                  | 08   |      | 05   |      | 0    |
| Kattwinkel                  | 09   |      | 013  |      | 09   |
| Klei                        | 026  |      |      |      |      |
| Langenschlag (Mühle)        | 05   |      | 09   |      | 011  |
| Meierbusch (Maierbusch)     | 015  |      | 020  |      | 014  |
| Ottos Hof (Ottos Hof 1)     | 018  |      | 017  |      | 016  |
| Schüppler (Lindenhof)       | 09   |      | 013  |      | 011  |
| Viertel                     |      |      | 08   |      | 03   |
| Wendtorf (Wenddorf)         | 050  |      | 010  |      | 113  |

| Jahr | Einwohner |
| ---- | --------- |
| 1910 | [00]514   |
| 1925 | 535       |
| 1939 | 532       |
| 1946 | 817       |
| 1964 | 612       |
| 1971 | 572       |

| Jahr | Einwohner |
| ---- | --------- |
| 1981 | 489       |
| 1993 | 430       |
| 2006 | 356       |
| 2011 | [00]330   |
| 2012 | [00]327   |
| 2018 | [00]305   |

| Jahr | Einwohner |
| ---- | --------- |
| 2019 | [00]293   |
| 2020 | [00]280   |
| 2021 | [00]273   |
| 2022 | [0]282    |
| 2023 | [0]282    |

Quelle, wenn nicht angegeben, bis 2006:

## Religion
Die evangelische Kirchengemeinde Meseberg, die früher zur Pfarrei Meseberg bei Osterburg gehörte, wird betreut vom Pfarrbereich Königsmark im Kirchenkreis Stendal im Bischofssprengel Magdeburg der Evangelischen Kirche in Mitteldeutschland.
Die ältesten überlieferten Kirchenbücher für Meseberg in der Altmark stammen aus dem Jahre 1743. Die älteren Bücher waren beim Brand 1743 zerstört worden.
Die katholischen Christen gehören zur Pfarrei St. Anna in Stendal im Dekanat Stendal im Bistum Magdeburg.

## Politik

### Ortsbürgermeisterin
Seit dem Jahre 2012 ist Helga Beckmann die Ortsbürgermeisterin der Ortschaft Meseberg.
Der letzte Bürgermeister vor der Auflösung der Gemeinde Meseberg war Günter Lüder.

### Ortschaftsrat
Bei der Ortschaftsratswahl am 26. Mai 2019 errang die Wählergemeinschaft WG Meseberg zwei Sitze und der Einzelbewerber Mathias Wißwe einen Sitz. Gewählt wurden damit eine Ortschaftsrätin und drei Ortschaftsräte: Helga Beckmann wurde Ortsbürgermeisterin, Mathias Wißwe ihr Stellvertreter. Weitere Mitglieder im Ortschaftsrat sind Matthias Lenz und Hartwig Brünsch. Die Wahlbeteiligung lag bei 60,2 Prozent.

### Wappen
Das Wappen wurde am 4. März 2009 durch den Landkreis genehmigt.
Blasonierung: „Gespalten von Gold und Blau; vorn ein blauer Weidenzweig, mittig auf dem Spalt eine viersprossige Leiter, unten von einer Pflugschar begleitet in verwechselten Tinkturen, hinten eine goldene Ähre mit Halmblättern.“
Zur 850-Jahr-Feier im Jahr 2002 entwickelte die damalige Gemeinde Meseberg ein Wappen, das an jenes derer von Meseberg anknüpft. Dieses Wappen, das ungenehmigt blieb, führt heute ein gleichnamiger Ortsteil der Einheitsgemeinde Niedere Börde im Landkreis Börde. Es war darum Beschluss des Gemeinderates, bei dem ins Genehmigungsverfahren zu bringenden Wappen ebenfalls die Leiter aus dem Wappen der Familie von Meseberg zu entlehnen und in gewandelter Form im Gemeindewappen zu führen. Mit der Gestaltung und Dokumentation wurde der Kommunalheraldiker Jörg Mantzsch beauftragt. Er stellte der Leiter eine Pflugschar und eine Ähre bei als Symbole für die Landwirtschaft sowie ein Weidenzweig, der Bezug nimmt auf die vielen Weiden, die charakteristisch für die Flora der Gemarkung von Meseberg sind.
Die Farben der ehemaligen Gemeinde sind – abgeleitet von den Farben der Spaltung – in umgekehrter Reihenfolge: Blau - Gold (Gelb).

### Flagge
Die Flagge ist Blau - Gelb (1:1) gestreift (Querformat : Streifen waagerecht verlaufend, Längsformat: Streifen senkrecht verlaufend) und mittig mit dem Wappen belegt.

## Kultur und Sehenswürdigkeiten
- Die evangelische Dorfkirche Meseberg, ein dreiteiliger, im Kern spätromanischer Backsteinbau, stammt aus der zweiten Hälfte des 12. Jahrhunderts. Beim großen Brand am 1. September 1743 wurde das halbe Dorf eingeäschert und auch die Kirche beschädigt. Sie wurde wieder aufgebaut. 1748 wurde über dem Westgiebel ein Turm mit barocker Haube und Laterne errichtet, 1824 wurde eine Orgel eingebaut.[33][14]
- Das Meseberger Gutshaus, ein 1743 erbauter eingeschossiger klassizistischer Fachwerkbau mit Zwerchgiebel, beidseitigen Abwalmungen und einer Freitreppe in der Nähe der Kirche,[34] steht unter Denkmalschutz.
- Auf dem Ortsfriedhof am nordöstlichen Ortsausgang liegt die Grabstätte eines namentlich bekannten Polen, der während des Zweiten Weltkrieges ein Opfer von Zwangsarbeit wurde.

## Wirtschaft und Infrastruktur
In der typischen Wischelandschaft ist die Landwirtschaft traditionell stark präsent, in Meseberg arbeiten zwei landwirtschaftliche Haupterwerbsbetriebe und zwei gewerbliche Betriebe.
Die Freiwillige Feuerwehr Meseberg wurde am 17. März 1900 gegründet. Es ist eine Feuerwehr mit Grundausstattung.

### Verkehrsanbindung
Meseberg liegt an der Landstraße 9 von Osterburg (Altmark) nach Sandau (Elbe) (über eine Elbe-Gierseilfähre in Sandauerholz). Der nächste Bahnhof befindet sich im nahen Osterburg an der Strecke Magdeburg–Wittenberge.